# Naristis

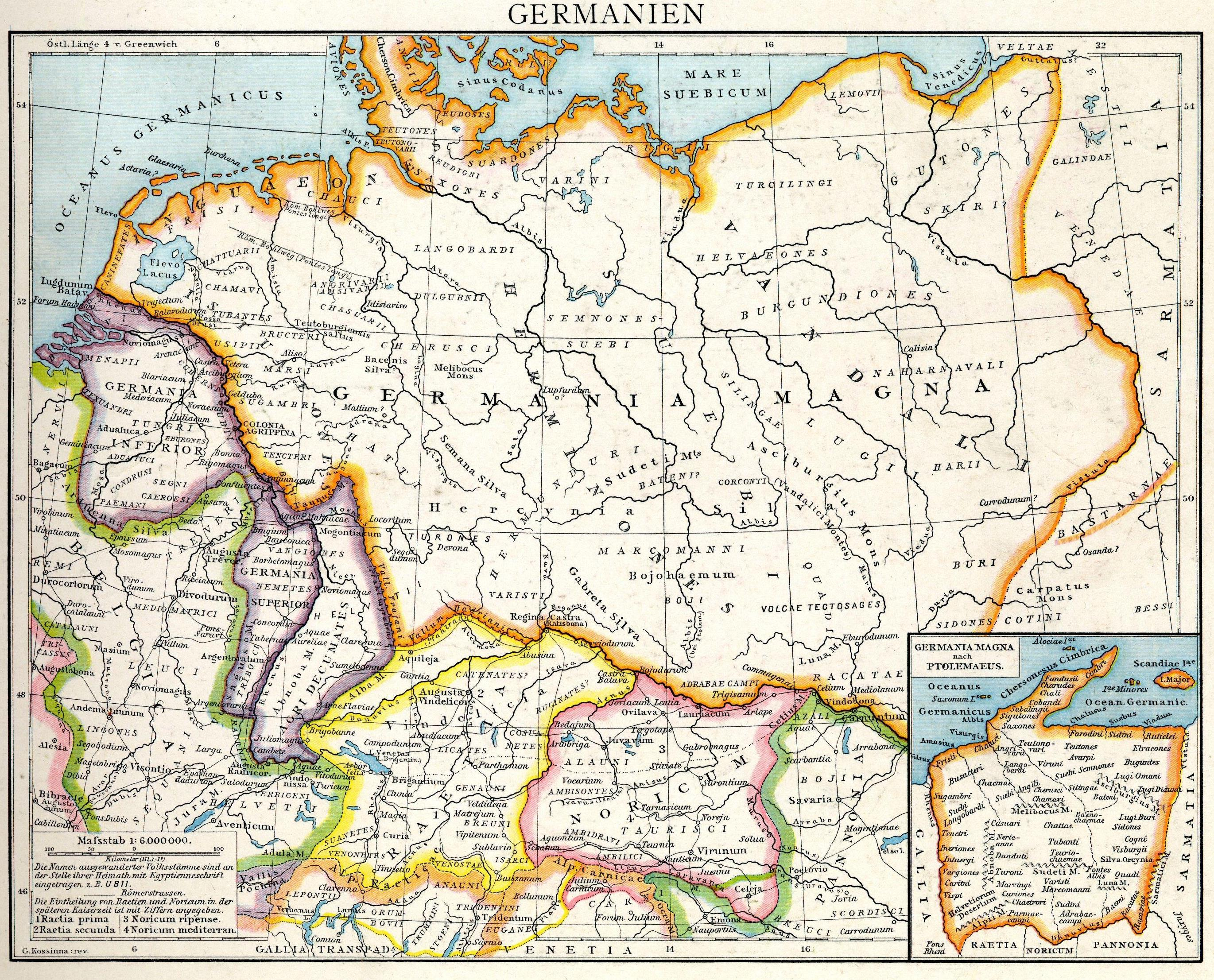
L'àrea d'assentament varisc es trobava al sud de Germània, a l'est del riu Regnitz, entre les muntanyes de Fichtel i el bosc de Baviera.

Els naristis (en llatí Naristi, Narisci o Varisti) eren una tribu germànica del grup dels sueus, que ocupaven el territori de l'anomenada Gabreta Silva, a l'est dels hermundurs. Arribaven al nord a les muntanyes dels Sudets i al sud al Danubi.
Tres mil naristis van emigrar en temps de Marc Aureli cap a territori romà, segons Dió Cassi, que els anomena Ναρισταί (naristai). Després de les Guerres Marcomanes van desaparèixer completament de la història. El seu territori a la Taula de Peutinger l'ocupava una tribu anomenada Armalausis.
Claudi Ptolemeu els anomena «varistis» (Οὐαριστοί), possiblement la forma més genuïna del nom, ja que a l'edat mitjana una part del seu territori portava el nom de Provincia Variscorum.